# Stužica

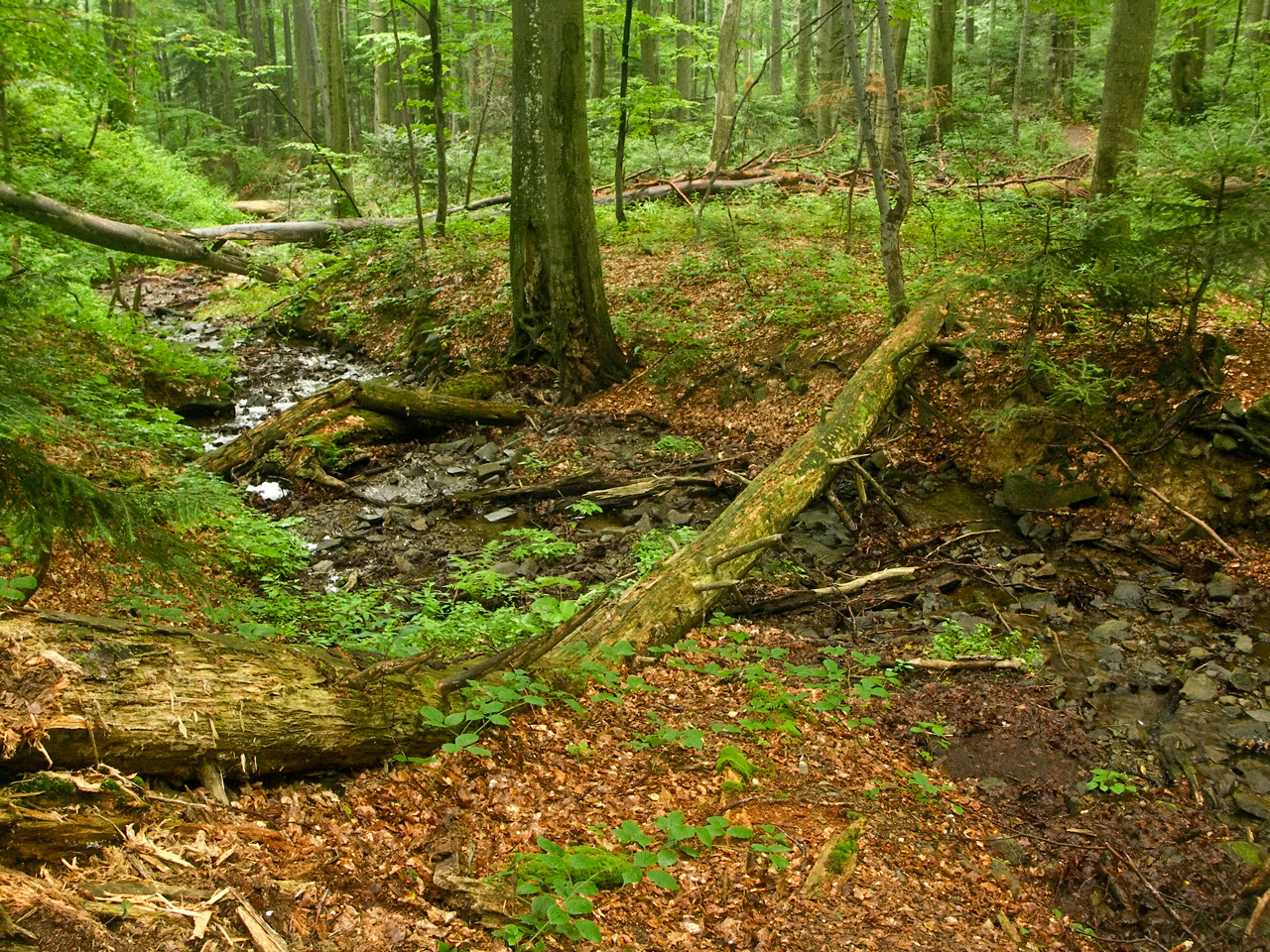
Buchenurwald Stužica

Stužica ist ein nationales Naturreservat in der Slowakei, ein karpatischer Buchenurwald im tiefen Tal des Bachs Stužická rieka im Gebirgszug Bukovské vrchy. Es befindet sich im äußersten Nordosten der Slowakei, südwestlich des Dreiländerpunktes Slowakei-Polen-Ukraine (Berg Kremenec) bei der Gemeinde Nová Sedlica und ist ein Teil des Nationalparks Poloniny.
Das Gebiet stand schon 1908 unter Schutz. Das nationale Naturreservat wurde 1965 eingerichtet und die Grenzen zum letzten Mal 1993 aktualisiert, sodass das Naturreservat heute 761,49 ha groß ist. Grund für den Schutz unter der strengsten fünften Stufe ist die Anwesenheit ursprünglicher Buchen- und Tannenwälder und die Varietät innerhalb der Vegetationszonen von 620 bis 1.208 m n.m. Auch die Gebirgswiesen, die poloniny, stehen unter Schutz.
Seit 2007 ist Stužica mit anderen drei slowakischen und sechs ukrainischen Naturschutzgebieten Teil des UNESCO-Welterbe „Buchenurwälder in den Karpaten“ (heute Buchenurwälder und Alte Buchenwälder der Karpaten und anderer Regionen Europas).